# Sultan Iskandar Reservoir
Das  Sultan Iskandar Reservoir  (malaiisch  Takungan Air Sultan Iskandar  oder Empangan Sultan Iskandar für Damm) ist ein Stausee östlich der Provinzhauptstadt Johor Bahru im Bundesstaat Johor im Süden der malaiischen Halbinsel.

## Beschreibung
Der See ist etwa 5 km lang und 2,5 km breit und stark verzweigt. Er wird von mehreren kleinen Flüssen gespeist, die in langen Nebenarmen münden, und entwässert über den  Sungai Layang in den Sungai Johor.
Benannt ist das Reservoir nach Mahmud Iskandar Ismail, dem 8. König von Malaysia.